# Jacopo Mazzei (economista)
Jacopo Mazzei (Firenze, 17 giugno 1892 – Firenze, 17 novembre 1947) è stato un economista italiano.

Dal 1927 insegnò economia all'Università di Firenze e dal 1931 al 1936 fu direttore della Scuola di studi politici internazionali. 
Tra le sue opere troviamo: Politica economica internazionale inglese prima di Adam Smith (1924), Politica doganale differenziale e clausola della nazione più favorita (1930).
Fu amico di don Giulio Facibeni e collega di Giorgio La Pira, docente universitario nell'ateneo fiorentino e per molti anni sindaco di Firenze. La figlia Fioretta Mazzei si impegnò in politica nelle file della Democrazia Cristiana.

## Opere (selezione)
- Della politica doganale degli Stati Uniti con particolare riguardo all'Italia, Firenze, Bemporad, 1919.
- Politica doganale del dopo guerra, Firenze, Tipografia Galletti e Cocci, 1924.
- Politica economica internazionale inglese prima di Adamo Smith, Milano, Vita e pensiero, 1924.
- Il cambio italiano. Indagine sulle cause delle ultime oscillazioni, Firenze, Vallecchi, 1926.
- I progetti di unione doganale europea e l'Italia, Firenze, G. Carnesecchi e figli, 1930.
- La società delle nazioni e l'esperimento sanzionista, Firenze, Tip. Mariano Ricci, 1936.
- La valutazione della utilità delle colonie, Bologna, Zanichelli, 1937.
- Corso di politica economica. Anno accademico 1937-38, Firenze, Casa Ed. Pol. Universitaria C. Cya, 1938.
- Italia e Africa settentrionale nel problema economico mediterraneo, Firenze, G.C. Sansoni, 1942.
- Etica, economia e politica economica, a cura di Piero Roggi, introduzione di Giovanni Michelagnoli, Firenze, Fondazione Spadolini-Nuova Antologia, Le Monnier, 2008. ISBN 88-00-84158-9